# Flavius Vetulenus

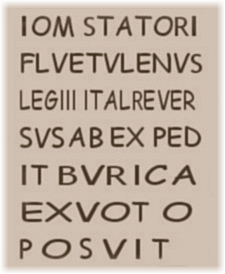
Die Inschrift

Flavius Vetulenus (sein Praenomen ist nicht bekannt) war ein im 2. Jahrhundert n. Chr. lebender Angehöriger der römischen Armee.
Durch eine Weihinschrift, die in Untersaal gefunden wurde, ist belegt, dass Vetulenus Centurio in der Legio III Italica war, die ihr Hauptlager in Castra Regina in der Provinz Raetia hatte. Er weihte den Altar mit der Inschrift dem Gott Iuppiter Optimus Maximus Stator, um seine Dankbarkeit für seine Rückkehr aus der expeditio Burica auszudrücken.

## Datierung
Die Inschrift wird bei der Epigraphik-Datenbank Clauss-Slaby und bei der Epigraphischen Datenbank Heidelberg auf 181/182 datiert.